# Пьедестал
Пьедеста́л (фр.  piédestal, от итал. piedistallo из piede «нога» и stallo «место»), или постаме́нт  — художественно оформленное основание, на котором устанавливают произведения — скульптуру (статуя, скульптурная группа, бюст), вазу, обелиск, стелу и так далее.

## История
Древние римляне использовали пьедесталы как основания для колонн на площадях и форумах (например, колонна Траяна, колонна Марка Аврелия) для придания им большей величественности, а также в качестве подножий колонн триумфальных арок.
В имперском Китае пьедесталом для стел, увековечивавших императоров, традиционно служила каменная черепаха «биси».
Формы пьедесталов разнообразны: геометрически правильные, часто с применением архитектурных ордерных элементов, украшенные скульптурным рельефом, орнаментом, надписями, либо в виде естественного, необработанного камня, а также предметов (памятник В. И. Ленину на броневике у Финляндского вокзала в Санкт-Петербурге).

## Пьедестал почёта
В спорте «пьедестал почёта» — возвышенная площадка для награждения победителей соревнований (обычно с тремя ступенями для первых трёх призёров). Также, первые три места, занятые в состязании (как в выражении: россияне заняли весь пьедестал почёта в этой гонке).
Впервые пьедестал для награждения победителей соревнований был использован на Играх Британской империи 1930 года в Гамильтоне (Онтарио, Канада). Первыми олимпийскими играми, где появился пьедестал почёта, стали Зимние Олимпийские игры 1932 года в Лейк-Плэсиде.

## Другие значения
В переносном значении — позиция авторитета, высокое общественное положение и в этом смысле используется в выражениях «низвергнуть с пьедестала», «вознести на пьедестал».